# Tai Dillard
Tai Mable Dillard (San Antonio, 6 maggio 1981) è un'ex cestista e allenatrice di pallacanestro statunitense, professionista nella WNBA.